# Emanuele Secci
Emanuele Secci (Cagliari, 2 maggio 1968) è un attore, regista, pianista, montatore e produttore televisivo italiano naturalizzato statunitense.
È noto soprattutto per aver interpretato il ruolo di uno dei carabinieri nel film Angeli e demoni di Ron Howard

## Biografia
Originario di Cagliari, Emanuele Secci si è diplomato in pianoforte con il massimo dei voti al Conservatorio di musica di Cagliari. Vincitore del Concorso Pianistico Bela Bartok, Emanuele Secci lascia l'Italia e si specializza con il pianista ungherese György Sándor (allievo prodigio di Béla Bartók) a New York, dove il maestro ungherese insegnava alla Juilliard School. Più tardi lascia temporaneamente New York per studiare alla prestigiosa Accademia Musicale di Vienna in Austria. Rientra in seguito a New York e si diploma nel 1994 presso l'American Musical and Dramatic Academy. Sempre a New York, nel 1996, fonda una compagnia teatrale che si specializza nella sketch comedy, esibendosi principalmente al teatro di cabaret Don't tell mama, di Midtown Manhattan. Da questo momento in poi appare in numerosi spettacoli teatrali off e off-off Broadway, film e show televisivi.
Ha ricoperto diversi ruoli sia in film italiani che statunitensi. Ha recitato in Angeli e demoni, adattamento dell'omonimo romanzo di Dan Brown, e in precedenza è apparso nella miniserie televisiva Uno bianca, con Kim Rossi Stuart, nel film È solo l'amore che conta con Paul Sorvino e Angelina Jolie, e nella soap opera Quando si ama. Ha lavorato come personaggio principale a fianco George Clooney in uno spot televisivo.
Dal 2004 è membro della compagnia teatrale italo-americana KIT (Kairos Italy Theater) con la quale ha recitato nelle commedie The Papaleo Case e Cabaret, s'il vous plait, oltre ad aver diretto il documentario You don't know who Totò is, dedicato a Totò. Nel 2012 ha interpretato il ruolo di Marcello nel film Nobody Walks, che partecipa al Sundance Film Festival. Nel 2014 interpreta il ruolo di un critico italiano nel film Amore, cucina e curry. Dopo avere vissuto a Los Angeles per 10 anni, dal 2008 al 2018, Emanuele Secci continua a risiedere a Manhattan, dove lavora come montatore, regista, attore e pianista. Vincitore di diversi premi come regista e montatore, insieme a diverse nomination ha vinto quattro Emmy Award come producer/editor con il programma CBS Sunday Morning.

## Filmografia

### Attore

#### Cinema
- È solo l'amore che conta (Love Is All There Is), regia di Joseph Bologna e Renée Taylor (1996)
- David Searching, regia di Leslie L. Smith (1997)
- Angeli e demoni (Angels & Demons), regia di Ron Howard (2009)
- Nobody Walks, regia di Ry Russo-Young (2012)
- Amore, cucina e curry (The Hundred-Foot Journey), regia di Lasse Hallström (2014)
- Genie, regia di Sam Boyd (2023)

#### Televisione
- Quando si ama (Loving) – soap opera, 3 episodi (1992-1995)
- Uno bianca – miniserie TV (2001)
- Undercovers – serie TV, episodio 1x6 (2010)
- Tre mogli per un papà (Trophy Wife) – serie TV, episodio 1x16 (2014)
- Jimmy Kimmel Live! – serie TV, episodio 14x40 (2016)
- FBI – serie TV, episodio 5x17 (2023)

#### Cortometraggi
- Rime di cera, regia di Emanuele Secci (2000)
- Punto di vista (Point of View), regia di Emanuele Secci (2002)
- SciToFoRola, regia di Emanuele Secci (2003)
- Disorderly Conduct, regia di Emanuele Secci (2004)
- Foreign Policy, regia di Amy Wendel (2005)
- Double-O-Zero, regia di Abdul Stone Jackson (2005)
- Evol, regia di Emanuele Secci (2007)
- Found Objects, regia di Dawn Westlake (2012)
- Tipping Point, regia di Leonardo Foti (2012)
- The Martini Effect, regia di Dawn Westlake (2013)

### Regista
- Rime di cera – cortometraggio (2000)
- Lamborghini: A Living Legend – documentario (2002)
- Punto di vista (Point of View) – cortometraggio (2002)
- SciToFoRola – cortometraggio (2003)
- Disorderly Conduct – cortometraggio (2004)
- Evol – cortometraggio (2007)
- Ciao Hollywood – serie TV (2011)
- The Last Request  – cortometraggio (2016)

### Doppiatore
- Uncharted 4: Fine di un ladro (Uncharted 4: A Thief's End) – videogioco (2014)

## Riconoscimenti
- Los Angeles Italian Film Award
  - 2003 – Premio speciale di riconoscimento per SciToFoRola
- Imaginarium Film Festival
  - 2016 – Candidatura come miglior cortometraggio generale per The Last Request[6]
- Gracie Allen Award
  - 2013 – Miglior intervista
- Focus Filmfestival
  - 2015 – Candidatura come miglior colonna sonora per The Last Request
  - 2015 – Candidatura come miglior storia per The Last Request
  - 2015 – Candidatura come miglior montaggio per The Last Request
  - 2015 – Candidatura come miglior regista per The Last Request
- Daytime Emmy Award
  - 2020 – Candidatura come miglior montaggio video a camera singola per CBS News Sunday Morning
- Richard Harris International Film Festival
  - 2016 – Miglior cortometraggio internazionale per The Last Request
- (In)Justice for All Film Festival International
  - 2016 – Premio di riconoscimento speciale per The Last Request